# Ordensinstitut
Ordensinstitut ist die kirchenrechtliche Bezeichnung für bestimmte Ordensgemeinschaften in der römisch-katholischen Kirche.

## Kirchenrechtliche Abgrenzung
Das kanonische Recht der lateinischen Kirche, der Codex Iuris Canonici (CIC), unterscheidet seit seiner Überarbeitung 1983 die Ordensgemeinschaften in Ordensinstitute (607–709  CIC), Säkularinstitute (710–730  CIC) und  Gesellschaften des apostolischen Lebens (731–755  CIC). Die beiden erstgenannten werden als Institute des geweihten Lebens (573–606  CIC) zusammengefasst.
Kennzeichnend für die Ordensinstitute ist:
- Ihre Angehörigen leben in Gemeinschaft zusammen - im Gegensatz zu jenen der Säkularinstitute, die ihre "Stellung in der Welt" behalten.
- Ihre Angehörigen legen - anders als die von Gesellschaften apostolischen Lebens - bei Aufnahme öffentliche, ewige oder zeitliche Gelübde auf die drei evangelischen Räte der ehelosen Keuschheit, der Armut und des Gehorsams ab (can. 607 §2).

## Unterscheidung zwischen Orden und Kongregationen
Innerhalb der Ordensinstitute unterscheidet die Kirche traditionell zwischen Orden und Kongregationen. Früher war das maßgebliche Kriterium das Alter: Zu den Orden gehören Gemeinschaften, die länger als 700 Jahre bestehen. Hierzu zählen in aller Regel die monastische Orden, die geistliche Ritterorden, die Bettelorden, die Regularkanoniker und die Regularkleriker. Kongregationen waren jüngere Verbände, die zumeist nicht vor dem 17. Jahrhundert entstanden sind. 
Seit der Reform des CIC von 1983 soll das Kriterium die Art der abgelegten Gelübde sein: Als "Orden" im engeren Sinn sollen jene Institute gelten, in denen entsprechend der Geschichte und Eigenart des Institutes wenigstens ein Teil der Mitglieder nicht nur öffentliche, sondern feierliche (also von der Kirche anerkannte, vgl. can. 1192) Gelübde ablegt; eine rechtliche Verankerung im CIC selbst ist allerdings nicht ersichtlich. Überdies wird die Einstufung im jeweiligen Eigenrecht der päpstlich approbierten Gemeinschaften festgehalten. 
Anders als Orden und Kongregationen päpstlichen Rechts untersteht eine Kongregation bischöflichen Rechts nicht unmittelbar dem Papst, sondern wird von dem zuständigen Diözesanbischof errichtet und beaufsichtigt. 
Umgangssprachlich wird oftmals allerdings nicht zwischen Orden und Kongregationen unterschieden, meist wird die Bezeichnung Orden für alle entsprechenden Vereinigungen verwendet.

## Bezeichnung der Mitglieder
Mitglieder von Ordensinstituten (Ordensleute) nennt man generell Ordensmänner (auch Patres oder Ordensbrüder) beziehungsweise Ordensfrauen (oder Ordensschwestern). Als Ordensschwestern bezeichnet man bisweilen speziell solche Ordensfrauen, die nicht in päpstlicher Klausur leben; als Ordensbrüder die Mitglieder von Brüderorden und generell vorwiegend Nichtkleriker. Mitglieder monastischer Orden heißen Mönche beziehungsweise Nonnen. Zu den Nonnen gehören kirchenrechtlich alle weiblichen Mitglieder alter Orden, die feierliche Gelübde ablegen, unabhängig von ihrer Tradition. Bei Regularkanonikern spricht man auch von Chorherren, bei weiblichen Mitgliedern von Kanonikerorden (Kanonissen) auch von Stiftsdamen oder Chorfrauen.

## Eigenrecht
Das Eigenrecht der Ordensinstitute ist das Recht, sich die Vorschriften und Regeln die das Leben in der Gemeinschaft bestimmen, selbst zu geben. Diese Freiheit zählt zu den wichtigsten Aspekten der klösterlichen Autonomie. Bei der Erstellung des Eigenrechts sind die Ordensinstitute an das allgemeine Kirchenrecht gebunden. Das Eigenrecht der einzelnen Verbände beinhaltet neben den Grundlagen der Spiritualität der jeweiligen Gemeinschaft verschiedene spezifische kirchenrechtliche Regelungen; es umfasst die Ordensregel und ordensinterne Richtlinien und Satzungen, die meist Konstitutionen genannt werden, sowie die dazugehörigen Durchführungsbestimmungen (oft Direktorium genannt) wie Wahlordnungen, Ämterbeschreibungen, Zuständigkeiten etc. 598, § 2  CIC schreibt vor: „Alle Mitglieder müssen jedoch nicht nur die evangelischen Räte getreu und vollständig befolgen, sondern auch ihr Leben nach dem Eigenrecht des Instituts gestalten und auf diese Weise nach Vollkommenheit ihres Standes streben.“